# Barbus oligogrammus
Barbus oligogrammus är en fiskart som beskrevs av David, 1937. Barbus oligogrammus ingår i släktet Barbus och familjen karpfiskar. IUCN kategoriserar arten globalt som livskraftig. Inga underarter finns listade.